# Gordie Howe Bowl
Gordie Howe Bowl – stadion sportowy w Saskatoon, w prowincji Saskatchewan, w Kanadzie. Został otwarty w 1960 roku. Może pomieścić 3954 widzów. Na obiekcie swoje spotkania rozgrywają zawodnicy juniorskiego zespołu futbolu kanadyjskiego, Saskatoon Hilltops, grającego w Prairie Football Conference (Canadian Junior Football League).